# Хуэй-цзун (император Западного Ся)
Хуэй-цзун (кит. упр. 惠宗, пиньинь Huīzōng), личное имя Ли Бинчан (кит. упр. 李秉常, пиньинь Lǐ Bingchang) — третий император Западного Ся (1068—1086).
Хуэй-цзун родился в 1061, хотя в разных источниках также упоминается дата 1060. На момент внезапной смерти отца ему было всего шесть лет отроду. Регентом и фактическим правителем Западной Ся стала его мать, вдова предыдущего императора И-цзуна императрица Лян, женщина властная. Даже после наступления совершеннолетия и формального принятия Хуэй-цзуном единоличного правления, мать фактически продолжала править империей, пользуясь своим огромным влиянием. Вдовствующая императрица Лян в конце концов посадила Хуэй-цзуна под домашний арест; в результате Хуэй-цзун обратился к Сун за помощью. Сун вторглась в Западное Ся с целью освобождения Хуэй-цзуна, но вторжение было отбито. Затем мать принудила своего сына жениться на её племяннице (она впоследствии тоже стала влиятельной вдовствующей императрицей). Таким образом, в Си Ся было две разные вдовствующие императрицы Лян. Хуэй-цзун впал в депрессию от постоянного контроля своей матери, и позже умер в возрасте 26 лет. Наследовал ему его трёхлетний сын.